# هدى نعماني
هدى فؤاد النعماني (2 حزيران 1930 - 31 تشرين الأول/ أكتوبر 2020) شاعرة ورسامة وناشرة ولدت في سوريا من أصول لبنانية.
كتبت الشعر الذي يدور حول الانوثة والمواطنة، ولقد كانت مشهورة جدا بعد عودتها إلى بيروت من القاهرة. وقد نشطت في كتابة الشعر منذ الحرب الاهلية اللبنانية.

## السيرة
ولدت هدى النعماني في دمشق في 02 يونيو 1930، من عائلة بيروتية كانت تمارس مهنة التجارة فيها.
توفي ابوها عام 1938 فتربت في بيت جدها لأمها عبد الوهاب الغزي. تاثرت كثير بالأجواء الدينية لعائلتي الغزي وأنسبائها آل النابلسي، وافتخارهما بجدهما العلامة الشيخ المتصوف عبد الغني النابلسي الذي سمح لها بالانفتاح على أفكار التصوف التي كانت سائدة أنذاك والتعبير عن هذه الافكار من خلال الشعر.

### التعليم والحياة الشخصية
بدا تعليمها في المدارس الابتدائية والثانوية، دعي بالثانوية الفرنسية ومدرسة فرنسيسكان على التوالي.
ثم درست في التجهيز، وهي المؤسسة الرسمية السورية للتعليم. وتلقت شهادة البكالوريا في ختام دراستها. اختارت نعماني دراسة القانون في كلية الحقوق في الجامعة السورية، وكانت من أوائل السيدات السوريات التي تخرجن منها. عملت بداية في مكتب محاماة خالها سعيد الغزي، رئيس وزراء سوريا السابق.
ثم تزوجت نعماني ابن عمها عبد القادر نعماني الذي كان عميد الجامعة الأمريكية في القاهرة. هناك التحقت بكلية الدراسات الشرقية. وُلد لها في القاهرة ولدين: السفير د.بسام والمدير المصرفي أنيس.  عادت إلى بيروت ولبنان في عام 1968 بعد أن تقاعد زوجها من الجا.

## تاثيرها الادبي
الحافز الحقيقي لنعماني هو الكتابة عن نضال المرأة في جميع انحاء العالم العربي. آمنت بأن تحرير المرأة يكون من خلال العلم والثقافة وأن على الرجل أن يعطيها حقها في الحياة من غير زيادة ولا نقصان. من خبراتها اثناء الحرب الاهلية اللبنانية الذي قام خلال الفترة 1975-1990.
يتركز عملها عموما (بصفة عامة) على التعبير عن الثورة وقوة النساء ضد الرجال خلال الحرب  ووصفت ظروف البلد والتحدي للنساء لمعارضة المجتمع الذكوري. تشمل بعض من أعماله الشعرية «ادكر كنت نقطة كنت دائرة»(1978) وهو ما يعني «اتذكر انني كنت نقطة واحدة، وكنت دائرة» وايضا «الآخر» و «لي (انا)» والتي كانت تدل على عدم استقرار التفاؤل في الشرق الأوسط حين التعبير عن السلام، الحب، الوحدة للمنطقة، ومع النساء في المنطقة.بالإضافة إلى ذلك، في قصائده«هاء تتدحرج على الثلج»، تتناول نعماني أيضا عدم المساواة بين الرجل والمراة في المجتمع ومحاولة لكسر المراة لديها مثل من خلال قوتها الذاتية الخاصة.
واحدة من الأعمال الأكثر شهرة لنعماني هي «ريم» من المستبعدين المستبعدين حيث تستكشف الفردية للشركة اللبنانية مقرها في الحرب الاهلية اللبنانية ووصفت الالم والعنف والفظائع التي تحدث خلال هذه الفترة الفوضوية حيث هناك حلول ملموسة لتحقيق الهدوء في البلاد، في حين تشير انه في الشكل الشعري ويحاول توظيف نداء الشفقة والتلميحات الروحية لتاكيد رؤيتها من الحزن ولكن املها أيضا في المستقبل، كما ادرجت كلامه في كتاب اخر، اصوات أخرى من الحرب: كبت النساء على الحرب الاهلية اللبنانية نعماني التي وصفها الكاتب ميغاكوك بانها «سخية» و «شجاعة» مع المراة اللبنانية من الكتاب يدعى «بيروت ديسنتريست». ونشرت بعض أعماله باللغة العربية:
- لك(1970)
- اصابعي...لم (1971)
- رؤية على العرش(1989)
- هدى انا الحق (1991)
- كتاب الوجد والتواجد(1998)
- العديد من الشفاه لديك الراعي، الكثير من الايدي(2001)
- نقطة على الهاء

ترجمت اثنين من اعمالها إلى اللغة الإنجليزية:
- حافة القفل
- هاء تتدحرج على الثلج

ترجمت اعمالها إلى الفرنسية من طرف «كلارا ميرنر» و «رولا نابولسي»، الاردية التي كتبها زهير اشرف جمال والاستاذ كسرى علوي.
و قد اختارت نعماني أيضا مختارات البروفيسور كريستيان ليشون وميريام كوك الابواب المفتوحة: مختارات من الكتابة السنوية له.

## حياتها ووفاتها
عاشت نعماني في باكستان، المملكة العربية السعودية والكويت، بالإضافة إلى بريطانيا العظمى والولايات المتحدة. وبقيت في السنوات الأخيرة في بيروت للعمل على النصوص الأدبية، والنشر الشخصية.
توفيت في 31 تشرين الأول (أكتوبر) 2020، عن عمر يناهز التسعين عاما، ودفنت في مدافن الباشورة في بيروت.